# 杜恩冰川
杜恩冰川（英語：Dun Glacier），是南極洲的冰川，位於維多利亞地的斯科特海岸，流經庫克里山南坡，由羅伯特·斯科特率領的英國探險隊命名，現時由南極條約體系管理。